# Světový pohár v severské kombinaci 2009/2010
Světový pohár v severské kombinaci 2010/11 byl 27. ročníkem závodů nejvyšší úrovně v severské kombinaci (skok na lyžích + běh na lyžích) mužů. Světový pohár se skládal z devatenácti individuálních závodů a dvou závodů družstev. Zahájen byl 28. listopadu 2009 ve finském Kuusamu a ukončen 14. března 2009 závodem ve norském hlavním městě Oslo. Vítězství z minulého ročníku obhajoval Fin Anssi Koivuranta.

## Změny programu
- Součástí seriálu měly být i závody v Harrachově, ovšem pro nepříznivé teplé počasí a nedostatek sněhu musely být zrušeny.[1]
- Teplo a nedostatek sněhu zapříčinily též další změnu: závody naplánované na 12. a 13. prosince do Trondheimu byly přesunuty do Lillehammeru.[2]

## Kalendář

### Závody jednotlivců
| Datum konání                                            | Místo konání  | Můstek / Běh  | Vítěz               | Druhé místo         | Třetí místo         | Česká účast                                                                | Ref.   |
| ------------------------------------------------------- | ------------- | ------------- | ------------------- | ------------------- | ------------------- | -------------------------------------------------------------------------- | ------ |
| 28. listopadu 2009                                      | Kuusamo       | HS142 / 10 km | Jason Lamy-Chappuis | Hannu Manninen      | Eric Frenzel        | 18. Miroslav Dvořák 20. Tomáš Slavík 25. Pavel Churavý 35. Aleš Vodseďálek | [ 3 ]  |
| 29. listopadu 2009                                      | Kuusamo       | HS142 / 10 km | Hannu Manninen      | Tino Edelman        | Eric Frenzel        | 7. Pavel Churavý 20. Miroslav Dvořák 23. Tomáš Slavík 32. Aleš Vodseďálek  | [ 4 ]  |
| 5. prosince 2009                                        | Lillehammer   | HS138 / 10 km | Jason Lamy-Chappuis | Peter Tande         | Eric Frenzel        | 17. Pavel Churavý 18. Miroslav Dvořák 25. Tomáš Slavík 57. Aleš Vodseďálek | [ 5 ]  |
| 6. prosince 2009                                        | Lillehammer   | HS138 / 10 km | Tino Edelman        | Anssi Koivuranta    | Jason Lamy-Chappuis | 18. Pavel Churavý 20. Tomáš Slavík 28. Miroslav Dvořák 55. Aleš Vodseďálek | [ 6 ]  |
| 13. prosince 2009                                       | Harrachov     | HS142 / 10 km | Zrušeno             | Zrušeno             | Zrušeno             | Zrušeno                                                                    | [ 1 ]  |
| 18. prosince 2009                                       | Ramsau        | HS98 / 10 km  | Jason Lamy-Chappuis | Felix Gottwald      | Magnus Moan         | 15. Pavel Churavý 33. Tomáš Slavík 35. Miroslav Dvořák 43. Aleš Vodseďálek | [ 7 ]  |
| 19. prosince 2009                                       | Ramsau        | HS98 / 10 km  | Jason Lamy-Chappuis | Tino Edelman        | Alessandro Pitin    | 8. Pavel Churavý 14. Miroslav Dvořák 46. Aleš Vodseďálek                   | [ 8 ]  |
| 20. prosince 2009                                       | Ramsau        | HS98 / 10 km  | Björn Kircheisen    | Magnus Moan         | Felix Gottwald      | 9. Miroslav Dvořák 11. Pavel Churavý 34. Aleš Vodseďálek 48. Tomáš Slavík  | [ 9 ]  |
| 2. ledna 2010                                           | Oberhof       | HS140 / 10 km | Hannu Manninen      | Felix Gottwald      | Jason Lamy-Chappuis | 6. Pavel Churavý 12. Miroslav Dvořák 27. Tomáš Slavík 42. Aleš Vodseďálek  | [ 10 ] |
| 3. ledna 2010                                           | Oberhof       | HS140 / 10 km | Johny Spillane      | Felix Gottwald      | Björn Kircheisen    | 6. Pavel Churavý 15. Miroslav Dvořák 19. Tomáš Slavík                      | [ 11 ] |
| 9. ledna 2010                                           | Val di Fiemme | HS134 / 10 km | Felix Gottwald      | Magnus Moan         | Eric Frenzel        | 7. Pavel Churavý 33. Tomáš Slavík 47. Aleš Vodseďálek                      | [ 12 ] |
| 10. ledna 2009                                          | Val di Fiemme | HS134 / 10 km | Bill Demong         | Todd Lodwick        | Eric Frenzel        | 6. Pavel Churavý 14. Tomáš Slavík 41. Aleš Vodseďálek                      | [ 13 ] |
| 16. ledna 2010                                          | Chaux-Neuve   | HS100 / 10 km | Magnus Moan         | Jason Lamy-Chappuis | Todd Lodwick        | 4. Pavel Churavý 26. Tomáš Slavík 29. Miroslav Dvořák                      | [ 14 ] |
| 17. ledna 2010                                          | Chaux-Neuve   | HS100 / 10 km | Magnus Moan         | Jason Lamy-Chappuis | Mario Stecher       | 5. Pavel Churavý 25. Miroslav Dvořák 37. Tomáš Slavík                      | [ 15 ] |
| 23. ledna 2010                                          | Schonach      | HS96 / 10 km  | Jason Lamy-Chappuis | Pavel Churavý       | Alessandro Pittin   | 21. Tomáš Slavík 23. Miroslav Dvořák 42. Aleš Vodseďálek                   | [ 16 ] |
| 30. ledna 2010                                          | Seefeld       | HS100 / 10 km | Eric Frenzel        | Mario Stecher       | Akito Watabe        | Češi nestartovali                                                          | [ 17 ] |
| 31. ledna 2010                                          | Seefeld       | HS100 / 10 km | Mario Stecher       | Eric Frenzel        | Alessandro Pittin   | 35. Petr Kutal 43. Tomáš Matura                                            | [ 18 ] |
| 12. 2 – 28. 2. 2010 Zimní olympijské hry 2010 Vancouver |               |               |                     |                     |                     |                                                                            |        |
| 5. března 2010                                          | Lahti         | HS130 / 10 km | Magnus Moan         | Hannu Manninen      | Tino Edelmann       | 15. Pavel Churavý 26. Miroslav Dvořák 33. Tomáš Slavík 48. Lukáš Jančík    | [ 19 ] |
| 6. března 2010                                          | Lahti         | HS130 / 10 km | Hannu Manninen      | Felix Gottwald      | Jason Lamy-Chappuis | 12. Tomáš Slavík 39. Lukáš Jančík                                          | [ 20 ] |
| 14. března 2010                                         | Oslo          | HS134 / 10 km | Jason Lamy-Chappuis | Felix Gottwald      | Magnus Moan         | 11. Pavel Churavý 34. Tomáš Slavík 37. Miroslav Dvořák 55. Petr Kutal      | [ 21 ] |

### Závody družstev
| Datum konání      | Místo konání | Můstek / Běh   | Vítěz                                                             | Druhé místo                                                                    | Třetí místo                                                                | Česká účast                                                         | Detaily |
| ----------------- | ------------ | -------------- | ----------------------------------------------------------------- | ------------------------------------------------------------------------------ | -------------------------------------------------------------------------- | ------------------------------------------------------------------- | ------- |
| 13. prosince 2009 | Harrachov    | HS142 / 4x5 km | Zrušeno                                                           | Zrušeno                                                                        | Zrušeno                                                                    | Zrušeno                                                             | [ 1 ]   |
| 24. ledna 2010    | Schonach     | HS96 / 4x5 km  | Německo Georg Hettich Eric Frenzel Björn Kircheisen Tino Edelmann | Francie Sebastien Lacroix Maxime Laheurte Jonathan Felisaz Jason Lamy-Chappuis | Rakousko Lukas Klapfer Wilhelm Denifl Marco Pichlmayer Tobias Kammerlander | 6. Česko Pavel Churavý Tomáš Slavík Aleš Vodseďálek Miroslav Dvořák | [ 22 ]  |
| 13. března 2010   | Oslo         | HS134 / 4x5 km | Norsko Petter Tande Mikko Kokslien Jan Schmid Magnus Moan         | Rakousko Bernhard Gruber David Kreiner Felix Gottwald Mario Stecher            | Německo Johannes Rydzek Georg Hettich Eric Frenzel Tino Edelmann           | 6. Česko Miroslav Dvořák Tomáš Slavík Petr Kutal Pavel Churavý      | [ 23 ]  |

## Pořadí Světového poháru
| Pořadí SP - jednotlivci | Pořadí SP - jednotlivci | Pořadí SP - jednotlivci | Pořadí SP - jednotlivci | Pořadí SP - jednotlivci |
| Umístění                |                         | Jméno a příjmení        | Body                    |                         |
| ----------------------- | ----------------------- | ----------------------- | ----------------------- | ----------------------- |
| 1.                      | Francie                 | Jason Lamy-Chappuis     | 1155 b.                 |                         |
| 2.                      | Rakousko                | Felix Gottwald          | 879 b.                  |                         |
| 3.                      | Norsko                  | Magnus Moan             | 747 b.                  |                         |
| 4.                      | Německo                 | Eric Frenzel            | 697 b.                  |                         |
| 5.                      | Německo                 | Tino Edelmann           | 641 b.                  |                         |
| 6.                      | Rakousko                | Mario Stecher           | 635 b.                  |                         |
| 7.                      | Česko                   | Pavel Churavý           | 512 b.                  |                         |
| 8.                      | Finsko                  | Hannu Manninen          | 474 b.                  |                         |
| 9.                      | Spojené státy americké  | Johnny Spillane         | 465 b.                  |                         |
| 10.                     | Německo                 | Björn Kircheisen        | 498 b.                  |                         |
|                         |                         |                         |                         |                         |
| 32.                     | Česko                   | Miroslav Dvořák         | 146 b.                  |                         |
| 34.                     | Česko                   | Tomáš Slavík            | 107 b.                  |                         |

| Pořadí SP - pohár národů | Pořadí SP - pohár národů | Pořadí SP - pohár národů | Pořadí SP - pohár národů | Pořadí SP - pohár národů |
| Umístění                 |                          | Země                     | Body                     |                          |
| ------------------------ | ------------------------ | ------------------------ | ------------------------ | ------------------------ |
| 1.                       | Rakousko                 | Rakousko                 | 3562 b.                  |                          |
| 2.                       | Německo                  | Německo                  | 3068 b.                  |                          |
| 3.                       | Norsko                   | Norsko                   | 2164 b.                  |                          |
| 4.                       | Francie                  | Francie                  | 2115 b.                  |                          |
| 5.                       | Spojené státy americké   | USA                      | 1450 b.                  |                          |
| 6.                       | Finsko                   | Finsko                   | 1286 b.                  |                          |
| 7.                       | Česko                    | Česko                    | 1065 b.                  |                          |
| 8.                       | Japonsko                 | Japonsko                 | 906 b.                   |                          |
| 9.                       | Itálie                   | Itálie                   | 735 b.                   |                          |
| 10.                      | Švýcarsko                | Švýcarsko                | 694 b.                   |                          |